# Travis Van Winkle
Travis Van Winkle, född den 4 november 1982 i Victorville i Kalifornien, är en amerikansk skådespelare.

## Filmografi (i urval)

### Filmer
- 2006 – Accepted
- 2006 – National Lampoon's Dorm Daze 2
- 2007 – Transformers
- 2008 – Meet the Spartans
- 2008 – Asylum
- 2009 – Friday the 13th
- 2011 – 247°F
- 2012 – Last Call
- 2024 – Road House

### TV-serier
- 2004 – That's so Raven (TV-serie)
- 2005 – Malcolm – Ett geni i familjen (TV-serie)
- 2005 – OC (TV-serie)
- 2005 – Sjunde himlen (TV-serie)
- 2007 – Veronica Mars (TV-serie)
- 2007 – Greek (TV-serie)
- 2009 – 90210 (TV-serie)
- 2010 – Law & Order: LA (TV-serie)
- 2011 – Happy Endings (TV-serie)
- 2011 – Två panka tjejer (TV-serie)
- 2012 – 2 1/2 män (TV-serie)
- 2012 – CSI: Miami (TV-serie)
- 2012 – Raising Hope (TV-serie)
- 2013 – Hart of Dixie (TV-serie)
- 2014–2018 – The Last Ship (TV-serie)
- 2015 – Scorpion (TV-serie)
- 2019 – Instinct (TV-serie)
- 2021 – You (TV-serie)
- 2022 – Good Sam (TV-serie)
- 2022 – Made for Love (TV-serie)
- 2023 – FUBAR (TV-serie)